# Panellets
I panellets sono dolci tipici di Catalogna, Valencia e Baleari che tradizionalmente si preparano per la festa di Tutti i Santi.
Nell'aprile 2002, a livello europeo, la denominazione «Panellets» è stata riconosciuta specialità tradizionale garantita (STG) e suo disciplinare di produzione modificatonel 2008. La protezione è scaduta il  gennaio 2023

## Varietà
Sono essenzialmente preparati a partire da marzapane e la gran varietà di panellets si differenzia da tre tipi differenti.
- Marzapane base : panellets di pinoli, panellets alle mandorle, panellets al cocco, panellets alle nocciole, panellets all'arancia, panellets al limone, panellets alla crema d'uova, panellets al caffè, panellets alla fragola e panellets al marron glacé.
- Marzapane corrente: a base di mandorle, possono essere di forme differenti (castagna, zoccolo, fungo, strisce ripiene di frutta candita e di mela cotogna).
- Marzapane raffinato: panellets al cioccolato in forma di castagna e panellets Osso di Santo.

## Storia
La letteratura catalana del XVIII secolo racconta le tradizionali fiere, ogni anno, che si svolgevano in occasione della ricorrenza d'Ognissanti dove in quel periodo venivano venduti e consumati panellet insieme a castagne e vino dolce nelle vie dell'attuale Ciutat Vella di Barcellona.
E già nel 1920, il consumo di panellets nella città di Barcellona era molto diffuso; il Forn de Sant Jaume (uno dei forni più famosi della città) comprò 1 000 chili di pinoli spellati per la confezione unicamente della varietà ai pinoli.